# Youth Group
Youth Group er et rock/pop-band dannet i Sydney, Australien i midten af 1990'erne.
Youth Group bestod oprindeligt af skolekammeraterne Andy Cassell, Paul Murphy, Toby Martin og Danny Allen. I dag er kun de to sidstnævnte tilbage, Martin er forsanger og guitarist, mens Allen er gruppens trommeslager. 
Den nye bassist er Patrick Matthews (tidlige bassist i The Vines) og Cameron Emerson-Elliott er den nye guitarist.
Gruppen havde i 2005 et stort hit med deres coverversion af Alphavilles 80'er-hit Forever Young.

## Diskografi

### Albums
- Urban & Eastern (2001, Ivy League Records)
- Skeleton Jar (2004, Ivy League Records/Epitaph Records)
- Music from the OC: Mix 5 (2005 · Warner Bros./WEA) (Kompilation)

### Singler
- "Weekender" (1998, Ivy League Records)
- "Interface" (1999, Ivy League Records)
- "We Are Mean" (1999, Ivy League Records)
- "Country Tour" (1999, Ivy League Records)
- "Guilty" (1999, Ivy League Records)
- "Happiness Border" (2000, Ivy League Records)
- "Shadowland" (Nov 2003, Ivy League Records)
- "Forever Young" (Feb 2006) #1 Australia (Platinum)
- "Catching and Killing" (June 2006, Ivy League Records)